# Kaiserpalast Massaua

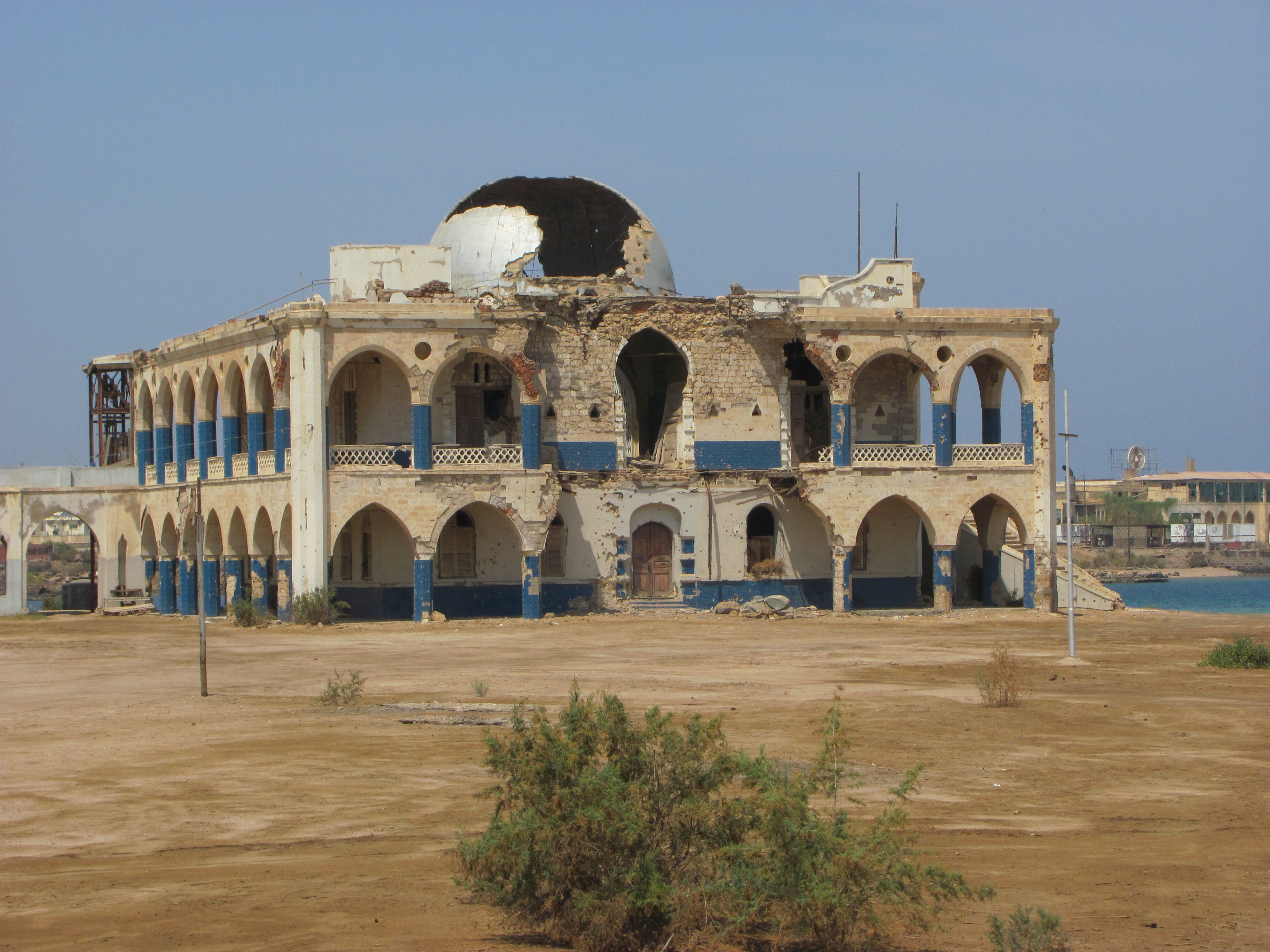
Hauptgebäude

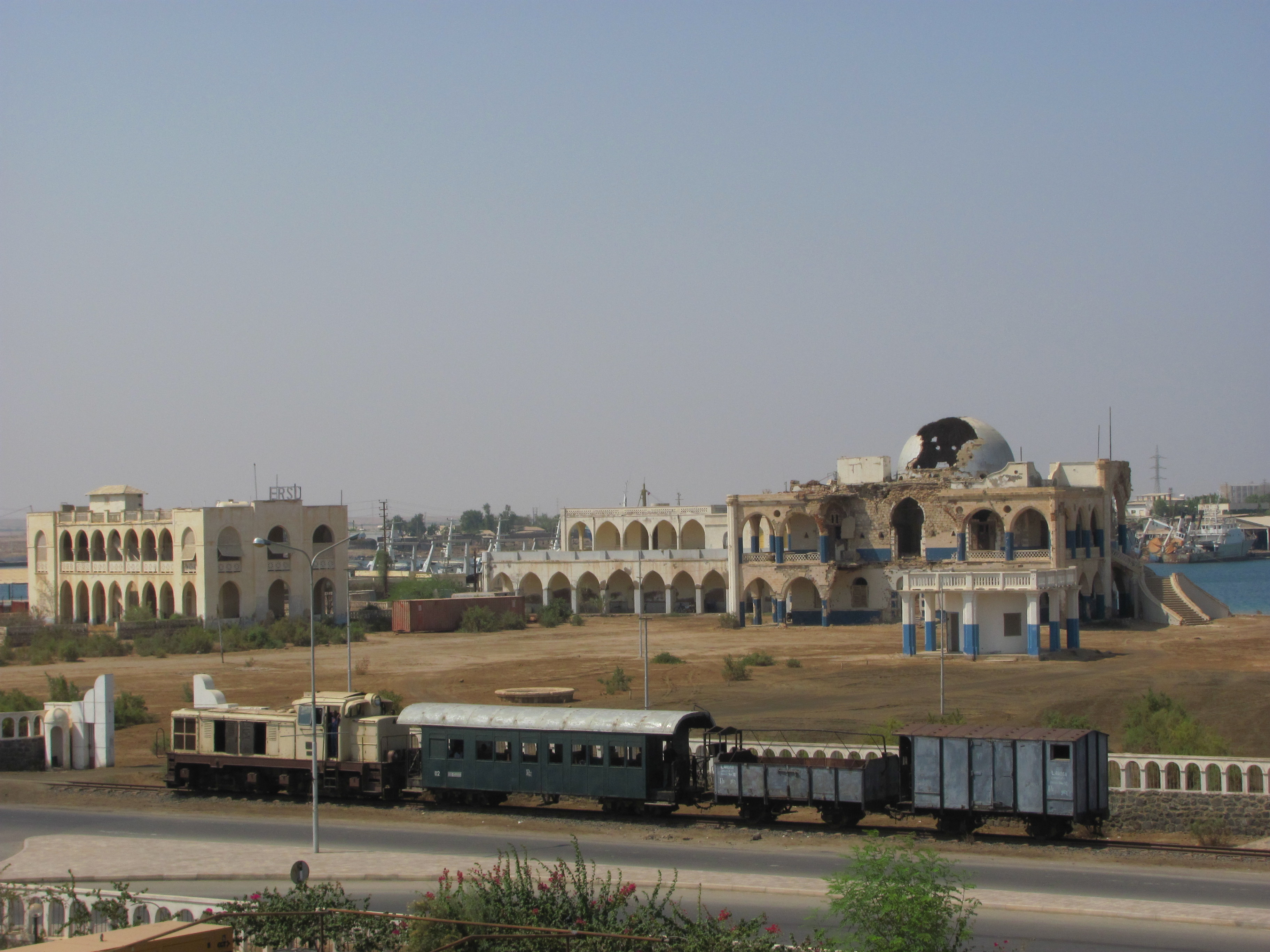
Kaiserpalast, im Vordergrund die Eisenbahn Massaua–Asmara

Der Kaiserpalast Massaua ist eine Ruine auf der Nordspitze der Insel Taulud in Massaua.
Im Kern stammt die Anlage aus osmanischer Zeit und wurde von Özdemir Pascha im 16. Jahrhundert errichtet. Das heutige Gebäude stammt von 1875/76 und wurde von Munzinger Pascha gebaut und erhielt sein heutiges Aussehen unter der italienischen Kolonialherrschaft. Letzter Nutzer war Kaiser Haile Selassie. Das Tor wird immer noch von seinen heraldischen Löwen geziert.
Im Eritreischen Unabhängigkeitskrieg (1962–1991) wurde der Palast schwer beschädigt und ist heute eine Ruine. Diese wurde auch so stehen gelassen, als Symbol des Sieges Eritreas über Äthiopien. Den jährlichen Siegesfeiern dient er in Massaua als Kulisse.